# Peter Hilton
Peter Hilton   (Londres, 7 d'abril de 1923 - Binghamton, 6 de novembre de 2010) fou un matemàtic britànic, destacat per les seves contribucions a la teoria d'homotopia i també pels seus treballs de desxifratge de codi en alemany durant la Segona Guerra Mundial.
Els interessos de recerca principals de Hilton van ser la topologia algebraica, àlgebra homològica, àlgebra categòrica i educació de les matemàtiques. Va publicar 15 llibres i més de 600 articles en aquestes àrees, alguns conjuntament amb col·legues.
Hilton Va construir el palíndrom de 51 lletres "Doc note, I dissent. A fast never prevents a fatness. I diet on cod" (Nota pel metge, discrepo. Un dejuni no evita mai ser gras. Jo faig dieta a base de bacallà").
La seva contribució científica apareix també a la obra Mathematical people, una compilació d'entrevistes amb matemàtics que han configurat el camp de les matemàtiques al segle xx.

## Primers anys
Hilton va néixer a Londres, fill d'Elizabeth Amelia (Freedman) i Mortimer Jacob Hilton, i es va educar a St Paul's School. El 1940 va aconseguir una beca per estudiar al Queen's College, Oxford.

## Carrera professional
Durant la Segona Guerra Mundial, mentre era universitari, Hilton va ser cridat per fer la instrucció a la Royal Artillery, l'artilleria de l'Armada Britànica. El seu reclutament estava previst per l'estiu de 1942. Però just abans del seu reclutament, va ser entrevistat per un equip que passava per les universitats buscant matemàtics amb coneixements d'alemany, i li van oferir un lloc al Ministeri d'Afers Exteriors de Gran Bretanya sense especificar-li quina seria la naturalesa de la feina a desenvolupar. L'equip era, de fet, un grup de captació de reclutes en nom de la "Government Code and Cypher School". Sense més informació del que hauria de fer, va acceptar la feina, i el 12 de gener de 1942, amb 18 anys va arribar a la unitat de codis de guerra de Bletchley Park. Al principi va treballar en l'Enigma Naval al Hut 8. A finals de 1942, el van traslladar a fer feines de xifrat de teletip alemanyes.
El juliol de 1942 s'havia format una secció especial coneguda com a "Testery" per treballar en una d'aquestes codificacions, amb el nom clau "Tunny", i Hilton fou un dels primers membres d'aquest grup. La seva funció era enginyar maneres d'adaptar-se als canvis en Tunny, i a fer d'enllaç amb una altra secció que treballava juntament amb Tunny, la "Newmanry", que complementava els mètodes manuals de Testery amb maquinari especialitzat per desxifrar codis. De vegades s'enviava el mateix missatge repetit, un error de seguretat important que Bletchley Park anomenava "profunditat". En una entrevista al Sunday Telegraph, Hilton explica que el satisfeia enomement quan podia veure textos codificats que provenien de missatges de teletip diferents, combinar-los i extreure'n dos missatges en alemany clar.
Hilton va obtenir el seu doctorat per la Universitat d'Oxford l'any 1949, sota la supervisió de Henry Whitehead. La seva dissertació duia per títol, "Càlcul dels Grups d'Homotopia de An²-poliedres".
El 1958 es va esdevenir professor de Matemàtica Pura a la Universitat de Birmingham. Es va traslladar als Estats Units el 1962 per treballar com a professor de Matemàtiques a la Universitat Cornell, lloc que va mantenir fins al 1971. Entre 1971 i 1973, va mantenir dos càrrecs simultanis, com a membre del Centre de Recerca Battelle a Seattle i com a docent de Matemàtiques a la Universitat de Washington. L'1 de setembre de 1973, va signar el nomenament com a professor a la Louis D. Beaumont Foundation de la Universitat Case Western Reserve. El 1982, fou nomenat Professor Distingit de Matemàtiques a la Universitat Binghamton, esdevenint emèrit el 2003. Els últims anys, passava tots els semestres de primavera com a Professor Distingit de Matemàtiques a la Universitat de Florida Central.

## Teorema de Hilton
Hilton va enunciar el teorema que porta el seu nom, Teorema de Hilton (1995) sobre els grups d'homotopia d'una unió d'esferes.

## Recreacions al cinema
Hilton va ser interpretat per l'actor Matthew Beard a la pel·lícula The Imitation Game (2014) que narra la vida del matemàtic i desxifrador de codis Alan Turing i el desxiframent del codi Enigma de l'Alemanya nazi.

## Càrrecs acadèmics
- Conferenciant a Universitari de Cambridge, 1952–55
- Conferenciant sènior a la Universitat de York, 1955–56
- Conferenciant sènior a la Universitat de Manchester, Anglaterra, 1956–58
- Professor de Matemàtica Pura a la Universitat de Birmingham, Anglaterra, 1958–62
- Professor visitant al Eidgenössische Technische Hochschule a Zürich, Zurich d'ETH, 1966–67, 1981–82, 1988–89
- Visitant Professor al Courant Institut de Ciències Matemàtiques, Universitat de Nova York, 1967–68
- Professor visitant a la Universitat Autònoma de Barcelona, 1989
- Profeswor convidat per la Universitat de Lausana,1996

## Associacions professionals
- Societat Americana de Matemàtiques
- Associació Americana de Matemàtiques
- London Societat Matemàtica
- Cambridge Societat Filosòfica
- Societat Estadística reial
- Honorary Membre de la Societat Matemàtica de Bèlgica
- Honorary Membre de Phi Beta Kappa Societat
- Primer-Vicepresident de l'Associació Matemàtica d'Amèrica 1978–1980

## Honors
- Medalla de plata, Universitat d'Helsinki, 1975
- Doctor de Humanities (Honoris causa), N. Universitat de Michigan, 1977
- Membre corresponent, Acadèmia brasilera de Ciències, 1979
- Doctor de Ciència (Honoris causa), Universitat Commemorativa de Terranova, 1983
- Doctor de Ciència (Honoris causa), Universitat Autònoma de Barcelona, 1989[15]
- Dins agost, 1983, una conferència internacional en topologia algebraica va ser aguantada, sota els auspicis de la Societat Matemàtica canadenca, per marcar Professor Hilton 60è Aniversari. Professor Hilton va ser presentat amb un Festschrift dels papers van dedicar a ell (Londres Notes de Conferència de Societat Matemàtiques, Volum 86, 1983). La Societat Matemàtica americana ha publicat el proceedings sota la Conferència ‘de títol en Topologia Algebraica dins Honor de Peter Hilton'[16]
- Hilton va ser escollit el octubre de 1992, per impartir la conferència dedicada a Georges de Rham a la Universitat de Lausana.
- Una Conferència Internacional va ser aguantada dins Montreal dins maig, 1993, per marcar el 70è aniversari de Hilton. El proceedings va ser publicat com El Hilton Simposi, CRM Proceedings i Notes de Conferència, Volum 6, Societat Matemàtica americana (1994), va editar per Guido Mislin.
- Dins 1994, Professor Hilton era el Mahler Conferenciant de la Societat Matemàtica australiana.
- En els estius de 2001 i 2001, Professor Hilton Visitava Erskine Company a la Universitat de Canterbury, Christchurch, Nova Zelanda.
- Dins terme d'hivern de 2005 Professor Hilton va rebre una cita mentre Facultat de Cortesia en la Universitat d'Arts i Ciències a Universitari de Florida Del sud.

## Afiliacions
- Membre, Phi Beta Kappa Speakers Panel
- Assessor, John Wiley and Sons, Inc
- Assessor, SRA/McGraw Hill Publishing Company
- President, Tauler Aconsellable Internacional, Institut des Ciències Mathématiques, Montréal
- Editor, Publicacions Matemàtiques
- Editor, Expositiones Mathematicae
- Editor, International Journal of Mathematics and Mathematical Sciences
- Editor, Mathematical Reports
- Membre, American Mathematical Society Committee on Human Rights of Mathematics
- President, Comité de Premis per Serveis Distinguits, Associació Americana de Matemàtiques
- President, Comité de Premis Chauvenet, Associació Americana de Matemàtiques
- Membre, Panell de Correccions, Associació Americana de Matemàtiques
- Membre, Panell de Representació Pública, Associació Americana de Matemàtiques
- Membre, Advisory Committee on Mathematics and Science, Council for Basic Education
- Secretari, Comissió Internacional en Ensenyament de les Matemàtiques
- Assessor, Institut Nacional d'Educació, Departament d'Educació de Salut I Benestar
- President, Comitè del Consell de Recerca Nacional en Formació Matemàtica Aplicada dels Estats Units
- Membre, Comissió dels Estats Units en Instrucció Matemàtica, Consell de Recerca Nacional
- President, Comitè en Premis Nacionals de l'Associació Americana de Matemàtiques
- Editor principal, Ergebnisse der Mathematik Sèrie, per Salmer Verlag
- Membre editor, National Advisory Board, Projecte de Matemàtiques Escolars Comprensibles
- Membre, Comitè en el Programa Universitari en Matemàtiques, Associació Matemàtica d'Amèrica
- President, Comitè de Consell de Recerca Nacional damunt Llicenciat i Postdoctoral Formació en Matemàtiques
- President, Comissió dels Estats Units en Instrucció Matemàtica, Consell de Recerca Nacional
- Membre, Plafó de Formació del Mestre, Comitè en el Programa d'Universitari en Matemàtiques, Associació Americana de Matemàtiques
- President de junta, Conferència de Cambridge en Matemàtiques Escolars
- Membre, Comitè Aconsellable Nacional, Boston Project de Matemàtiques Universitàries
- Membre, Comitè en Pel·lícules, Associació Americana de Matemàtiques
- Membre, Subcomitè en Traduccions, Associació Americana de Matemàtiques
- Membre, Comitè en Guiança Postdoctoral, Societat Americana de Matemàtiques
- President, Departament Estatal d'Educació en Ph.D. Programa en Matemàtiques. Nova York (setembre, 1976)
- Editor, Journal of Pure and Applied Algebra
- President, Comitè per seleccionar el premi dins la categoria de Llibre a la Phi Beta Kappa Society

## Doctorands destacats formats per Hilton
- Martin Arkowitz, Universitat Cornell 1960
- Imre Bokor, Eidgenössische Technische Hochschule Zürich 1988
- Bryce Brogan, Universitat Case Western Reserve 1977
- Charles Cassidy, Université Laval 1977
- Keith Hardie, Universitat de Cambridge 1958
- Robert Haas, Universitat Case Western Reserve 1977
- Paul Kainen, Cornell Universitat 1970
- Paulo Leite, Universidade de São Paulo 1979
- Karl Lorensen, Universitat de Binghamton 1997
- Robert Militello, Universitat de Binghamton 1991
- Irwin Pressman, Carleton University 1965
- Vidhyanath Rao, Universitat Case Western Reserve 1981
- Heather Ries, Universitat de Binghamton 1992
- Dirk Scevenels, Katholieke Universiteit Leuven 1995
- Christopher Schuck, Universitat de Binghamton 1992
- Chia-Hui Shih Kuo Cornell Universitat 1964
- Johnnie Slagle Universitat de Washington 1973
- Michael Stewart, Universitat de Washington1973
- Changchao Su, Universitat de Binghamton 2000
- Yel-Chiang Wu, Universitat Cornell 1967
- S. Yahya, Universitat de Birmingham 1962